# Salomon (Sportartikelhersteller)

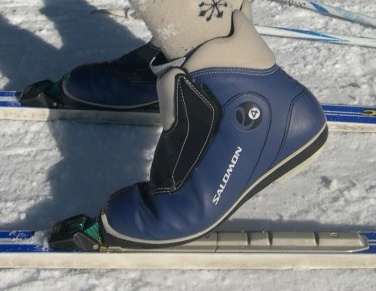
Skilanglaufschuh und -bindung

Die Salomon SA ist ein französischer Sportartikelhersteller insbesondere für den Wintersport, der zur finnischen Unternehmensgruppe Amer Sports gehört.

## Geschichte
Salomon wurde 1947 als Familienunternehmen von François Salomon (* 1897, genannt Pepé), seiner Frau Jeanne und seinem Sohn Georges Salomon in der südostfranzösischen Stadt Annecy gegründet. In einer kleinen Werkstatt wurden anfangs Sägeblätter und Skikanten hergestellt, später auch Skibindungen. Mitte der 1960er Jahre erfand Georges Salomon die Skibindung mit automatischer Auslösung, auch Sicherheitsbindung genannt. 1971 ging Salomon mit den Bindungsmodellen 505 Équipe und 502 auf den deutschen Markt. 1972 verkaufte Salomon weltweit über eine Million Bindungen, was einem umgerechneten Umsatz von rund zehn Millionen Euro entspricht. Damit stand Salomon an der Weltspitze.
Im Jahr 1980 kam der erste Salomon-Ski-Schuh auf den Markt, der SX90 Équipe. Anfang der 1980er Jahre ging das Unternehmen an die Lyoner Börse. Seit 1984 engagiert sich das Unternehmen auch in Sommersportarten. So wurde der Golfausrüster TaylorMade übernommen und 1992 mit der Herstellung von Wanderschuhen begonnen. Anfang der 1990er Jahre kam es zu einer Krise auf dem Skimarkt, dennoch brachte Salomon 1990 den ersten eigenen Ski auf den Markt, wofür in Rumilly eine neue Fabrik eröffnet wurde.
Nach 50-jährigem Bestehen stellt das Unternehmen erstmals 1997 Snowboards und dazugehörige Bindungen und Schuhe her. Heute besitzt es in diesem Segment einen hohen Marktanteil. Ebenfalls 1997 kaufte die deutsche Adidas AG für 2,4 Milliarden DM das Unternehmen und firmierte in Adidas-Salomon AG um. Georges Salomon zog sich im Zuge dessen aus der Unternehmensführung zurück. Aufgrund ausbleibender Erfolge im Wintersportbereich wurde Salomon Ende 2005 an das finnische Unternehmen Amer Sports für nur noch 485 Millionen Euro verkauft, die Marke TaylorMade verblieb jedoch bei Adidas. Sukzessive wurden Arbeitsplätze abgebaut, 2008 wurde die Fabrik geschlossen und die Produktion von Salomon-Ski in Frankreich eingestellt.
Der Mitunternehmensgründer Georges Salomon starb am 5. Oktober 2010 im Alter von 85 Jahren.
Salomon stellt für den Bündner Skihersteller Zai spezielle Skibindungen her, die 350 Gramm leichter sind als die gängigen Salomonbindungen.

## Geschäftsfelder
- Alpines Skifahren
- Langlauf
- Snowboard
- Trail-Running
- Road-Running
- Outdoor
- Sportstyle

## Marken
Folgende Marken gehören oder gehörten in der Vergangenheit zu Salomon:
- TaylorMade (1984, Golfausrüstung; heute zu KPS Capital Partners[1])
- Mavic (1994, Fahrradzubehör)
- Bonfire Snowboarding Company (1995, Snowboardbekleidung)
- Cliché (Skateboard Brand)
- Arc’teryx (Technische Outdoor-Bekleidung), 15. Januar 2002 bis zum Verkauf an Amer Sports Ende 2005